# Gephyromantis silvanus
Espèce
Synonymes
- Mantidactylus silvanus Vences, Glaw & Andreone, 1997

Statut de conservation UICN

 VU B1ab(iii) : Vulnérable
Gephyromantis silvanus est une espèce d'amphibiens de la famille des Mantellidae.

## Répartition
Cette espèce est endémique de Madagascar. Elle se rencontre du niveau de la mer jusqu'à 400 m d'altitude sur l'île de Nosy Mangabe et la côte qui lui fait face dans le sud de la presqu'île de Masoala,.

## Description
Le spécimen mâle observé lors de la description originale mesure 30,5 mm de longueur standard.

## Étymologie
Cette espèce est nommée en référence au dieu des forêts, Sylvanus, en raison de l'habitat sylvicole de basse altitude de cette espèce.

## Publication originale
- Vences, Glaw & Andreone, 1997 : Description of two new frogs of the genus Mantidactylus from Madagascar, with notes on Mantidactylus klemmeri (Guibé, 1974) and Mantidactylus webbi (Grandison, 1953) (Amphibia, Ranidae, Mantellinae). Alytes, vol. 14, p. 130-146 (texte intégral).